# Schleuse Sülfeld

Neue Schleuse während Wartungsarbeiten

Die Schleuse Sülfeld im Wolfsburger Stadtteil Sülfeld  überbrückt einen Höhenunterschied von neun Metern zwischen der Scheitelhaltung und der Osthaltung des Mittellandkanals bei MLK-Kilometer 236,93. Bei der Schleuse Sülfeld handelt es sich um eine Schleusengruppe bestehend aus der alten Schachtschleuse aus dem Jahr 1938 und der neuen Schleuse aus dem Jahr 2008.

## Alte Schleuse

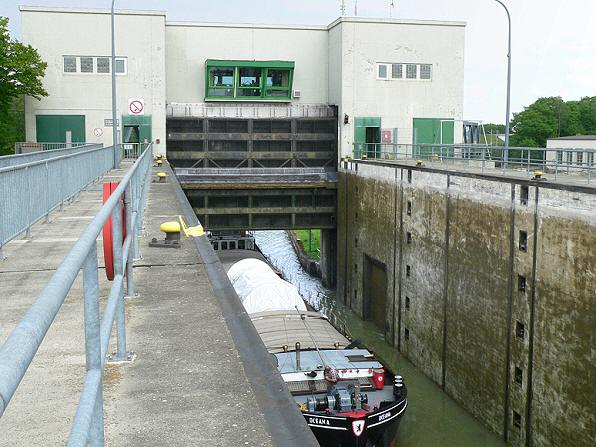
Einfahrt in die Nordkammer der alten Schleuse, darüber Leitstand

Modell der Nordkammer der alten Schleuse mit den sechs Sparbecken

Die Alte Schleuse (Nordkammer) wurde von 1934 bis 1937 erbaut und 1938 in Betrieb genommen. Es handelt sich dabei um eine Sparschleuse mit sechs Sparbecken auf drei Ebenen, die beiderseits der Kammer angeordnet sind und eine Ersparnis von 67 Prozent ermöglichen. Sie hat ein Kammerlänge von 225 Metern und eine Kammerbreite von zwölf Metern. Die Drempeltiefe beträgt drei Meter.

## Neue Schleuse
Die neue Schleuse (Südkammer) wurde von 2004 bis 2008 erbaut. Es handelt sich ebenfalls um eine Sparschleuse. Die offenen Sparbecken sind einseitig auf zwei Ebenen angeordnet und ermöglichen eine Ersparnis von 50 Prozent. Die Schleusenkammer ist einen halben Meter breiter als bei der alten Schleuse. Die Drempeltiefe beträgt vier Meter. Damit ist die Schleuse für Großmotorgüterschiffe (GMS) passierbar.

## Geschichte
Die Schleuse Sülfeld wurde 1938 ursprünglich als Doppelschleuse mit zwei baugleichen Schleusen in Betrieb genommen. Im selben Jahr mussten an der Südkammer bereits die ersten Bauschäden beseitigt werden. In den folgenden Jahren kam es immer wieder zu Schäden, die beseitigt werden mussten. Um die Betriebssicherheit der Südschleuse zu gewährleisten, wurde diese von 1963 bis 1964 saniert.
Die Nordkammer wies eine bessere Bausubstanz auf. Sie wurde von 1988 bis 1990 saniert und an der Kammersohle modifiziert, um die Passage mit dem Europaschiff mit 2,50 Metern Abladetiefe zu ermöglichen. Dabei wurde auch der Leitstand erneuert.
Im Zuge des Ausbaus des Mittellandkanals zur Wasserstraßenklasse Vb wurde ein weiterer Ausbau der Schleuse Sülfeld notwendig. Die baulich schlechtere Südkammer  wurde 2004 abgerissen und durch einen Neubau ersetzt, der 2008 in Betrieb genommen wurde.
Die Schleuse Sülfeld ist ein Kulturdenkmal der Stadt Wolfsburg.

## Nebenanlagen

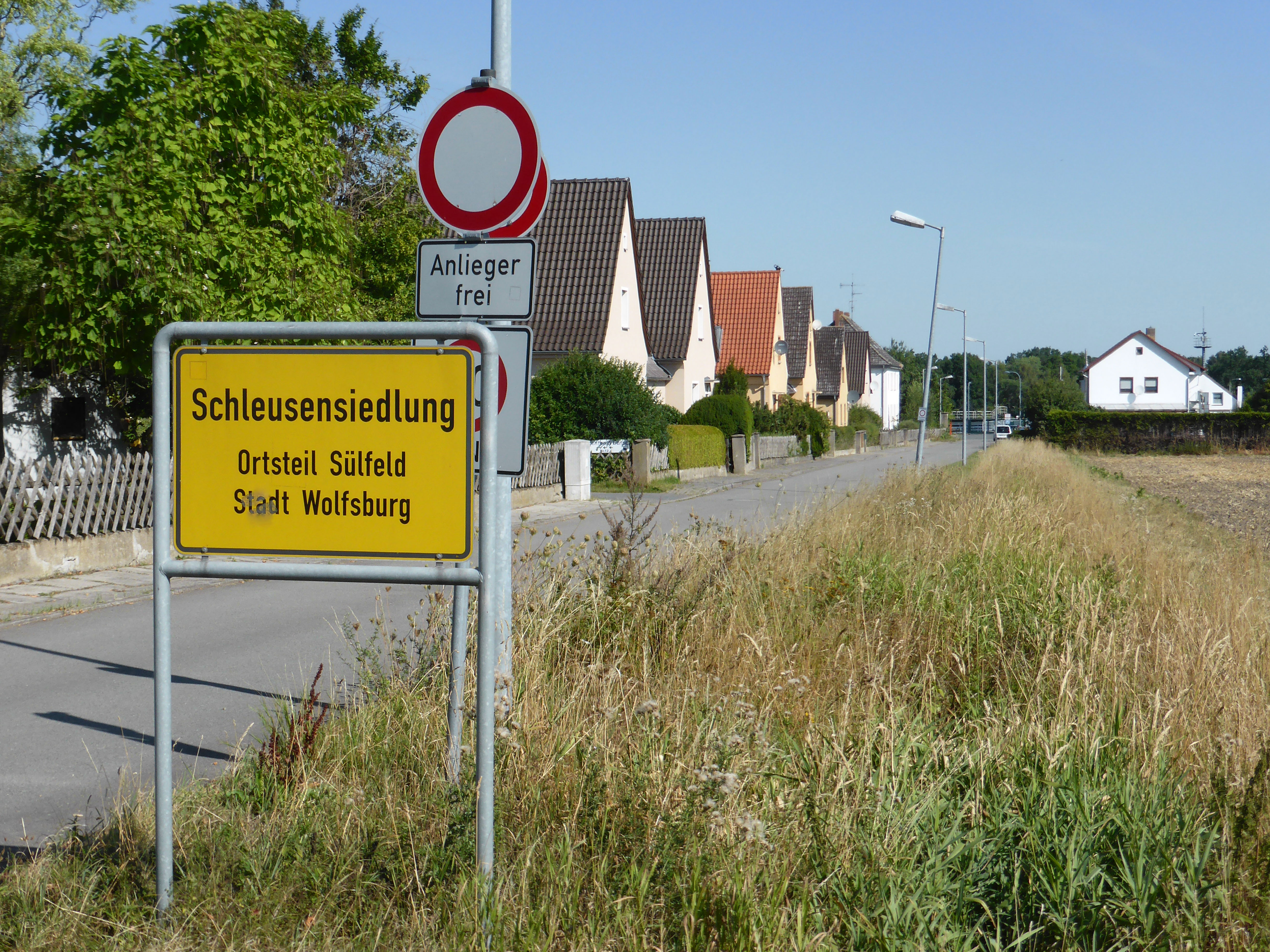
Schleusensiedlung

Die Schleuse liegt unmittelbar westlich an der Eisenbahn-Hauptstrecke Hannover – Berlin, die beide Becken der unteren Kanalhaltung auf zwei Brücken in spitzem Winkel kreuzt. Diese Lage und der Platzbedarf für die Sparbecken bestimmten die (ursprüngliche) versetzte Anordnung der beiden Schleusenkammern.
Südlich der Schleusenanlage entstand mit der Erbauung des Kanals in den 1930er Jahren die Schleusensiedlung. In den zwölf Wohnhäusern lebten Schleusenarbeiter. Es handelt sich um kleine Gebäude, die ein typisches Beispiel des damaligen Siedlungsbaus geben. Heute werden diese Häuser von Privatpersonen bewohnt, die keinen beruflichen Bezug zum Kanal haben.

## Trivia
Da die Binnenschifffahrtsstraßen-Ordnung als Bergfahrt auf dem Mittellandkanal die Fahrt in Richtung Elbe-Havel-Kanal (also ostwärts) definiert, ergibt sich an der Schleuse Sülfeld die paradoxe Situation, dass ein „Bergfahrer“ tatsächlich von der oberen Haltung zur unteren Haltung um 9 Meter hinab geschleust wird.